# 윌슨 (2017년 영화)
《윌슨》(영어: Wilson)은 미국에서 제작된 크레이그 존슨 감독의 2017년 코미디 드라마 영화이다. 우디 해럴슨, 로라 던 등이 출연하였고, 재러드 이언 골드먼 등이 제작에 참여하였다.
2017년 1월 22일 제33회 선댄스 영화제에서 전 세계 최초로 상영되었으며, 폭스 서치라이트 픽처스를 통해 2017년 3월 24일 미국에서 극장 개봉하였다.

## 줄거리
미네소타주에서 개를 기르며 혼자 외롭게 지내는 과민한 중년 남성 윌슨은 17년 전에 헤어졌던 아내 피피를 찾아낸다. 피피는 윌슨이 낙태한 줄로만 알고 있던 두 사람 사이의 아기를 실은 출산하여 입양보냈다고 털어놓는다. 새로운 삶의 목적을 찾아낸 윌슨은 단 한 번도 본 적 없는 딸을 만나기 위한 여정을 시작한다.

## 출연진
- 우디 해럴슨 - 윌슨 역
- 로라 던 - 린 “피피” 역
- 이저벨라 어마라 - 클레어 역
- 브루스 보니 - 칼 역
- 주디 그리어 - 셸리 역
- 셰릴 하인스 - 폴리 역
- 마고 마틴데일 - 앨타 역
- 데이비드 워쇼프스키 - 오슨 역
- 브렛 겔먼 - 로버트 역
- 메리 린 라이스커브 - 조디 역
- 로런 위드먼 - 고양이 여사 역
- 숀 브라운
- 톰 프록터
- 제임스 사이토

## 기타 제작진
- 미술: 이선 토브먼
- 의상: 크리스토퍼 피터슨